# Гамбсайм
Гамбсайм (фр. Gambsheim) — коммуна на северо-востоке Франции в регионе Гранд-Эст (бывший Эльзас — Шампань — Арденны — Лотарингия), департамент Нижний Рейн, округ Агно-Висамбур, кантон Брюмат.
Площадь коммуны — 17,38 км², население — 4312 человек (2006) с тенденцией к росту: 4615 человек (2013), плотность населения — 265,5 чел/км².

## Население
Население коммуны в 2011 году составляло 4571 человек, в 2012 году — 4572 человека, а в 2013-м — 4615 человек.
| 1962 | 1968 | 1975 | 1982 | 1990 | 1999 | 2006 | 2008 | 2011 | 2012 | 2013 |
| ---- | ---- | ---- | ---- | ---- | ---- | ---- | ---- | ---- | ---- | ---- |
| 2834 | 3142 | 3813 | 3948 | 3707 | 3858 | 4312 | 4523 | 4571 | 4572 | 4615 |

Динамика населения:

## Экономика
В 2010 году из 3033 человек трудоспособного возраста (от 15 до 64 лет) 2345 были экономически активными, 688 — неактивными (показатель активности 77,3 %, в 1999 году — 73,5 %). Из 2345 активных трудоспособных жителей работало 2153 человека (1125 мужчин и 1028 женщин), 192 числились безработными (85 мужчин и 107 женщин). Среди 688 трудоспособных неактивных граждан 238 были учениками либо студентами, 303 — пенсионерами, а ещё 147 — были неактивны в силу других причин.